# ایگوانای نواردار فی‌جی
ایگوانای نواردار فی‌جی (نام علمی: Brachylophus fasciatus) نام یک گونه از تیره ایگوآنایان است.